# 戴娜·卡斯提亞諾斯
戴娜·克里斯蒂娜·卡斯提亞諾斯·瑙赫尼斯（西班牙語：Deyna Cristina Castellanos Naujenis，1999年4月18日—），委內瑞拉職業女子足球運動員，司職前鋒，效力於國家女子足球聯賽波特蘭荊棘足球俱樂部和委內瑞拉國家女子足球隊。